# 沈欣
沈欣（1993年10月10日—）為臺灣女子籃球運動員，是花蓮太魯閣族人，出身滬江高中以及國立臺灣師範大學，為滬江隊史首座HBL冠軍的班底，由於父親喜愛籃球，沈欣從小接受父親的指導，2018年第13季沈欣登上WSBL舞臺效力於台元女籃，職業生涯前兩季合計僅出賽兩場，生涯第三季始獲得較多出賽機會，2022年第17季WSBL改效力國泰女籃。

## 外部連結
- 沈欣在Eurobasket.com（球員）（英语）